# Correbidia simonsi
Correbidia simonsi là một loài bướm đêm thuộc phân họ Arctiinae, họ Erebidae.